# Аттида
Аттида (Атфида, др.-греч. Ἀτθὶς) — девушка-персонаж древнегреческой мифологии. Согласно Псевдо-Аполлодору, дочь Краная (второго царя земель, ранее называвшихся Актой, а затем Кекропией) и Педиады, сестра Кранаи и Кранехмы. Согласно одной версии, умерла ещё в девичестве, согласно другой — родила будущего царя Афин Эрихтония от Гефеста (по более распространённой версии мифа, Эрихтоний родился  из семени Гефеста, пролитого на ногу богини Афины).
Согласно античной традиции, после смерти Аттиды её отец Кранай назвал свою страну Аттикой в честь дочери. Имя Аттиды носила также пещера в Элефсисе, считавшаяся входом в царство Аида; согласно мифам, через эту пещеру была увезена в подземный мир Персефона.